# حوذان شرير
حوذان شرير أو حوذان شقي أو زغْلِيْل الفِسْق أو عقيق أو زعلنته أو زغليل (الاسم العلمي Ranunculus sceleratus)، نبات حولي من فصيلة
الحوذانيات، جذوره مُبيضة اللون. نبات أمرط، فاتح اللون الأخضر، وحيد الساق المُنتصب، تعلو حتلا 60 سم.
ساقه غليظة، ناسورية، فرعاء جدًا. أوراقه الجذرية ضُمية وهي مرطاء. أزهاره عديدة جدًا، صغيرة. البتلات كبريتية اللون
الأصفر.
يزهر من نيسان إلى تموز في المستنقعات والخنادق. وهو غير ثابت. ذكر في البقيعة في عكار لبنان،
وفي خنادق طريق طرابلس إلى حمص، بين حمص ومجرى العاصي.
انتشاره الجغرافي أوروبا، أفريقياالشمالية، أمريكا الشمالية، الهند، من آسيا إلى
الصين، مصر، تركيا، لبنان.